# Шаян (Цзинмэнь)
Шая́н (кит. упр. 沙洋, пиньинь Shāyáng) — уезд городского округа Цзинмэнь провинции Хубэй (КНР).

## История
В этих местах находилась переправа через реку Ханьшуй, в результате чего постепенно образовался речной порт.
Со времён империи Хань эти места находились в составе уезда Бяньсянь (编县). Во времена империи Поздняя Лян уезд Бяньсянь был в 557 году присоединён к уезду Чанлинь (长林县), а затем уезд Чанлинь был разделён на уезды Фэнсян и Люйма; эти места оказались в составе уезда Люйма (绿麻县). Во времена империи Суй в 605 году уезд Люйма был переименован в Чжаншань (章山县). После смены империи Суй на империю Тан уезд Чжаншань был присоединён к уезду Чанлинь. В 634 году в районе переправы через реку Ханьшуй было построено Шаянское укрепление (沙洋堡), откуда и берёт своё начало топоним «Шаян».
Во времена империи Мин в 1376 году уезд Чанлинь был присоединён к уезду Цзинмэнь (荆门县). В 1380 году уезд Цзинмэнь был поднят в статусе, став Цзинмэньской областью (荆门州). После Синьхайской революции в Китае была проведена реформа административного деления, в результате которой области и управы были упразднены; на землях, ранее напрямую подчинённых властям Цзинмэньской области, в 1912 году был вновь создан уезд Цзинмэнь.
После образования КНР эти земли в 1949 году вошли в состав Специального района Цзинчжоу (荆州专区). В 1960 году посёлок Шаян был выделен в отдельный город Шаян (沙洋市), но в следующем году он опять стал посёлком. В 1970 году Специальный район Цзинчжоу был переименован в Округ Цзинчжоу (荆州地区). 
В 1979 году из уезда Цзинмэнь округа Цзинчжоу был выделен город Цзинмэнь. В 1983 году решением Госсовета КНР город Цзинмэнь был выведен из состава округа Цзинчжоу и подчинён напрямую властям провинции Хубэй; уезд Цзинмэнь был при этом расформирован, а его территория присоединена к городу Цзинмэнь. В 1985 году город Цзинмэнь был разделён на районы Дунбао и Шаян.
В 1998 году решением Госсовета КНР был расформирован район городского подчинения Шаян, а вместо него образован уезд Шаян.

## Административное деление
Уезд делится на 13 посёлков.